# Archibaccharis androgyna
Archibaccharis androgyna là một loài thực vật có hoa trong họ Cúc. Loài này được (Brandegee) S.F.Blake mô tả khoa học đầu tiên năm 1926.